# Мнемонічний вірш
Мнемон́ічний вірш (від грец. μνήμη — пам'ять) — навчально-дидактичний вірш для розвитку пам'яті, складений так, щоб легше було запам'ятати певну інформацію. Одним із методів мнемоніки — мистецтва запам'ятовування — є римування. Мнемонічні вірші здавна використовувалися в освітній практиці, коли заримовувалися певні граматичні, фізичні, математичні правила чи інші поняття, оскільки вірші легше запам'ятовуються, ніж проза.
Ось приклад мнемонічного вірша для запам'ятовування порядку відмінків української мови та їх запитання, написаний українським поетом Дмитром Білоусом,:
Є ще люди сонні, наче сови,
а глухі до слова — це найгірш.
Ти до рідної прислухайсь, мови,
прокажи відмінки — це ж як вірш!
Називний питає: хто ти? що ти?
Хоче він про наслідки роботи
і про тебе чути лиш похвали,
щоб тебе як приклад називали.
Родовий доскіпує свого —
хоче знати він: кого? чого?
І про тебе знать, якого роду,
що немає роду переводу.
Все давальний дасть — не жаль йому,
але хоче знать: кому? чому?
Знать про тебе, гожого на вроду,
що даєш і ти свому народу?
У знахідного свої потреби:
він — кого? і що? — питає в тебе.
І кого всі ми за друзів маєм,
і що друзі роблять нам навзаєм?
А орудний хоче знать: ким? чим?
У труді орудуй разом з ним.
Хоче знать: що здатний ти утнути?
Чим ти сильний? Ким ти хочеш бути?
А місцевий — де? В якому місці?
Хоче знати — у селі чи в місті?
Кличний закликає всіх навколо:
гей, Іване, Петре чи Миколо,
ви не будьте сонні та байдужі —
у житті нема нічого згірш.
Рідна мова! В ній слова — як ружі,
а самі відмінки — наче вірш.
Або ще мнемонічний вірш Дмитра Білоуса:
Про наш дактилічний наголос
З кінця на третім складі…
Це — бачення, тлумачення,
А це в її характері,
Означення і значення
В її співучім дактилі…
Приклад мнемонічного вірша на ойконіми Автономної Республіки Крим, складеного для дітей хореєм:
Ялта, Керч і Сімферополь,
Балаклава, Севастополь,
Феодосія, Алупка,
Євпаторія, Алушта
І старий Бахчисарай
Прикрашають Кримський край…